# Viking Fotballklubb 2004
Questa voce raccoglie le informazioni riguardanti il Viking Fotballklubb nelle competizioni ufficiali della stagione 2004.

## Rosa
| N. |                      | Ruolo | Calciatore            |
| -- | -------------------- | ----- | --------------------- |
| 1  | Norvegia (bandiera)  | P     | Frode Olsen           |
| 2  | Norvegia (bandiera)  | D     | Alexander Gabrielsen  |
| 3  | Norvegia (bandiera)  | D     | Bjørn Dahl            |
| 4  | Norvegia (bandiera)  | D     | Johan Lædre Bjørdal   |
| 5  | Norvegia (bandiera)  | D     | Thomas Pereira        |
| 6  | Norvegia (bandiera)  | C     | Bjarte Lunde Aarsheim |
| 7  | Norvegia (bandiera)  | C     | Erik Fuglestad        |
| 8  | Norvegia (bandiera)  | A     | Bjørn Berland         |
| 9  | Ungheria (bandiera)  | A     | Péter Kovács          |
| 9  | Danimarca (bandiera) | A     | Mads Timm             |
| 10 | Norvegia (bandiera)  | A     | Erik Nevland          |
| 11 | Finlandia (bandiera) | A     | Peter Kopteff         |
| 12 | Norvegia (bandiera)  | P     | Tore Snørteland       |
| 13 | Norvegia (bandiera)  | C     | André Danielsen       |

| N. |                     | Ruolo | Calciatore        |
| -- | ------------------- | ----- | ----------------- |
| 14 | Norvegia (bandiera) | C     | Jone Samuelsen    |
| 15 | Norvegia (bandiera) | D     | Brede Hangeland   |
| 16 | Norvegia (bandiera) | A     | Jørgen Tengesdal  |
| 16 | Norvegia (bandiera) | C     | Trygve Åse Lunde  |
| 17 | Norvegia (bandiera) | D     | Kristian Sørli    |
| 18 | Norvegia (bandiera) | A     | Egil Østenstad    |
| 19 | Norvegia (bandiera) | C     | Trygve Nygaard    |
| 20 | Norvegia (bandiera) | D     | Frode Hansen      |
| 21 | Islanda (bandiera)  | A     | Hannes Sigurðsson |
| 22 | Norvegia (bandiera) | P     | Iven Austbø       |
| 23 | Norvegia (bandiera) | D     | Kenneth Sola      |
| 25 | Francia (bandiera)  | D     | Anthony Basso     |
| –– | Norvegia (bandiera) | C     | Tom Sanne         |

## Risultati

### Campionato

#### Girone di andata
| Arbitro: | Øvrebø (Oslo) |

|                                                        |           |  |
| M. G. Pedersen 41’ Strand 60’ Hafstad 63’ Essediri 70’ | Marcatori |  |

| Arbitro: | Skjerven (Kaupanger) |

|                |           |             |
| Sigurðsson 88’ | Marcatori | 76’ Sundgot |

| Trondheim 25 aprile 2004, ore 19:00 CEST 3ª giornata | Rosenborg            | 0 – 0 referto | Viking | Lerkendal Stadion (12.915 spett.)\| Arbitro: \| Olsen (Kristiansand) \| |
| Arbitro:                                             | Olsen (Kristiansand) |               |        |                                                                         |

| Arbitro: | Hauge (Bergen) |

|          |           |             |
| Timm 31’ | Marcatori | 70’ Hulsker |

| Oslo 9 maggio 2004, ore 20:15 CEST 5ª giornata | Vålerenga         | 0 – 0 referto | Viking | Ullevaal Stadion (7.520 spett.)\| Arbitro: \| Alseth (Stjørdal) \| |
| Arbitro:                                       | Alseth (Stjørdal) |               |        |                                                                    |

| Arbitro: | Berntsen (Vang) |

|                         |           |                           |
| Kopteff 23’ Nevland 79’ | Marcatori | 8’ Flindt-Bjerg 45’ Deila |

| Arbitro: | Borgersen (Oslo) |

|  |           |                               |
|  | Marcatori | 22’ Hansen 80’ (rig.) Berland |

| Arbitro: | Alseth (Stjørdal) |

|  |           |           |
|  | Marcatori | 33’ Olsen |

| Arbitro: | Berntsen (Vang) |

|  |           |             |
|  | Marcatori | 22’ Nevland |

| Arbitro: | Borgersen (Oslo) |

|           |           |             |
| Sanne 84’ | Marcatori | 32’ Bjørkan |

| Arbitro: | Skjervold (Skatval) |

|                           |           |  |
| Tessem 66’ Sokolowski 86’ | Marcatori |  |

| Arbitro: | Alseth (Stjørdal) |

|                                                  |           |                         |
| Fuglestad 2’ Nevland 48’ Nevland 67’ Kopteff 71’ | Marcatori | 40’ Winters 80’ Winters |

| Fredrikstad 27 giugno 2004, ore 18:00 CEST 13ª giornata | Fredrikstad          | 0 – 0 referto | Viking | Fredrikstad Stadion (6.422 spett.)\| Arbitro: \| Olsen (Kristiansand) \| |
| Arbitro:                                                | Olsen (Kristiansand) |               |        |                                                                          |

#### Girone di ritorno
| Arbitro: | Krokdal |

|               |           |                                  |
| Hangeland 26’ | Marcatori | 20’ M. G. Pedersen 90’ S. Nilsen |

| Arbitro: | Alseth (Stjørdal) |

|                                                               |           |               |
| Sundgot 1’ Sundgot 19’ Andresen 42’ Sundgot 63’ Einarsson 72’ | Marcatori | 65’ Fuglestad |

| Arbitro: | Øvrebø (Oslo) |

|             |           |             |
| Nygaard 49’ | Marcatori | 74’ Winsnes |

| Arbitro: | Hauge (Bergen) |

|          |           |             |
| Rudi 35’ | Marcatori | 11’ Nevland |

| Arbitro: | Skjerven (Kaupanger) |

|            |           |                  |
| Kovács 58’ | Marcatori | 5’ Fredheim Holm |

| Arbitro: | Ditlefsen |

|                  |           |  |
| Flindt-Bjerg 23’ | Marcatori |  |

| Arbitro: | Sandmoen |

|                                                  |           |                           |
| Sørli 14’ Østenstad 22’ Hangeland 55’ Kovács 57’ | Marcatori | 32’ Hellesund 82’ Kouakou |

| Arbitro: | Staberg |

|                      |           |                              |
| Hangeland 75’ (aut.) | Marcatori | 86’ Sigurðsson 90’ Østenstad |

| Arbitro: | Ditlefsen |

|             |           |  |
| Nevland 72’ | Marcatori |  |

| Arbitro: | Berntsen (Vang) |

|                           |           |                      |
| Kjølner 30’ Ludvigsen 43’ | Marcatori | 26’ Sørli 88’ Hansen |

| Stavanger 17 ottobre 2004, ore 18:00 CEST 24ª giornata | Viking         | 0 – 0 referto | Lyn Oslo | Viking Stadion (12.508 spett.)\| Arbitro: \| Hauge (Bergen) \| |
| Arbitro:                                               | Hauge (Bergen) |               |          |                                                                |

| Arbitro: | Øvrebø (Oslo) |

|              |           |  |
| Sæternes 79’ | Marcatori |  |

| Arbitro: | Berntsen (Vang) |

|                                                                 |           |                           |
| Nygaard 32’ Kopteff 37’ Kovács 51’ Sigurðsson 75’ Hangeland 79’ | Marcatori | 28’ Ringberg 64’ Ringberg |

### Coppa di Norvegia
| Arbitro: | Stormoen |

|  |           |                                                                   |
|  | Marcatori | 2’ Nevland 34’ Danielsen 46’ Nevland 74’ Sigurðsson 80’ Danielsen |

| Arbitro: | Lie |

|  |           |                                                                                      |
|  | Marcatori | 14’ Hansen 19’ Nygaard 28’ Nevland 38’ Nevland 58’ Kopteff 88’ Hansen 90’ Sigurðsson |

| Arbitro: | Olsen (Kristiansand) |

|              |           |                            |
| Aarsheim 67’ | Marcatori | 58’ (rig.) Sandal 82’ Sola |